# Nålfiltmatta

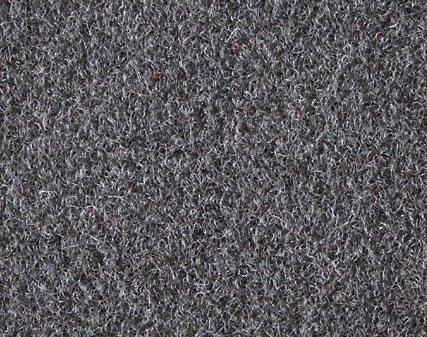
Nålfiltmatta

En nålfiltmatta är en typ av slät och tunn heltäckningsmatta, vanligen enfärgad, men kan även vara flerfärgad. Denna typ av mattor var relativt vanliga i Sverige under framför allt 1970-talet.